# Master theorem de Ramanujan
Ne doit pas être confondu avec le master theorem en informatique.
En mathématiques, le « master theorem » de Ramanujan (littéralement, « théorème maître », dû à Srinivasa Ramanujan, et trouvé dans ses carnets après sa mort) est une technique produisant une forme explicite de la transformée de Mellin d'une  fonction analytique.

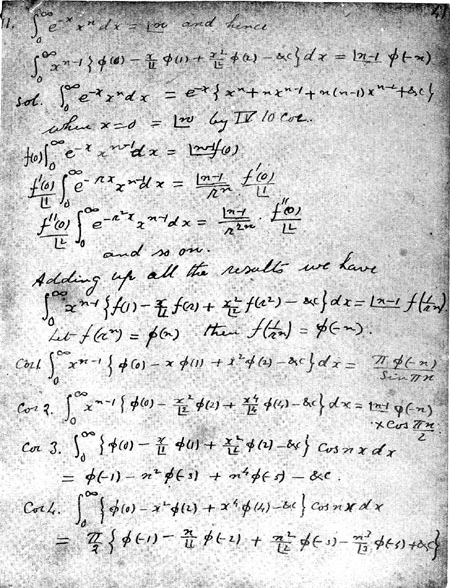
Une page du carnet de Ramanujan où est énoncé le master theorem.

## Énoncé du théorème
Sous des hypothèses qui ont été  précisées par Hardy, et qui sont toujours vérifiées pour les applications qu'en fait Ramanujan, le théorème est le suivant :
Master theorem — Si {\displaystyle f} est une fonction à valeurs complexes développable en série entière sous la forme
{\displaystyle f(x)=\sum _{k=0}^{\infty }{\frac {\phi (k)}{k!}}(-x)^{k}\!},
alors, sous certaines hypothèses sur la fonction {\displaystyle s\mapsto \phi (s)}, la transformée de Mellin de {\displaystyle f} est donnée par
{\displaystyle \int _{0}^{\infty }x^{s-1}f(x)\,dx=\Gamma (s)\phi (-s)},
où {\displaystyle \Gamma (s)} est la  fonction gamma.
Ramanujan l'a fréquemment utilisé pour calculer des intégrales définies et des séries entières.

## Autres formes du théorème
Une autre forme du master theorem est :
{\displaystyle \int _{0}^{\infty }x^{s-1}({\lambda (0)-x\lambda (1)+x^{2}\lambda (2)-\cdots })\,dx={\frac {\pi }{\sin(\pi s)}}\lambda (-s)}
qui revient à la précédente par la substitution {\displaystyle \lambda (n)={\frac {\phi (n)}{\Gamma (1+n)}}\!}, en utilisant l'équation fonctionnelle de la fonction gamma.
L'intégrale précédente est convergente pour {\displaystyle 0<\operatorname {Re} (s)<1} (si {\displaystyle \phi } vérifie des conditions de croissance convenables).
Un résultat analogue avait été obtenu par J. W. L. Glaisher en 1874, mais n'avait guère attiré  d'attention.

## Démonstration de Hardy
Le théorème est faux en général ; une démonstration sous des hypothèses « naturelles » (mais qui ne sont pas les plus faibles nécessaires) fut donnée par Godfrey Harold Hardy, utilisant le  théorème des résidus et le théorème d'inversion de Mellin (en).
Les hypothèses les plus simples pour la démonstration sont en effet celles-ci : 
- pour {\displaystyle |x|<a\leq 1,f(x)=\sum _{k=0}^{\infty }{\frac {\phi (k)}{k!}}(-x)^{k}}

- {\displaystyle \phi (-s)} est analytique pour {\displaystyle \Re (s)<\varepsilon }

- {\displaystyle \Gamma (s)\phi (-s)} a une décroissance exponentielle sur la droite verticale {\displaystyle \Re (s)=\varepsilon /2}

- {\displaystyle \lim _{R\to \infty }\int _{|s|=R,\Re (s)<\varepsilon /2}\Gamma (s)\phi (-s)ds=0}

Pour {\displaystyle x>0} soit {\displaystyle g(x)={\frac {1}{2\mathrm {i} \pi }}\int _{\Re (s)=\varepsilon /2}\Gamma (s)\phi (-s)x^{-s}\mathrm {d} s}. La décroissance exponentielle de {\displaystyle \Gamma (s)\phi (-s)} implique que g est analytique sur {\displaystyle ]0,\infty [}.
De plus le théorème des résidus donne que pour {\displaystyle x\in ]0,a[}, {\displaystyle g(x)=\sum _{k=0}^{\infty }{\text{Res}}(\Gamma (s)\phi (-s)x^{-s},-k)=\sum _{k=0}^{\infty }{\text{Res}}(\Gamma (s),-k)\phi (k)x^{k}=f(x)}. Donc g est en fait le prolongement analytique de f. 

Enfin comme {\displaystyle g(x)x^{\varepsilon /2}} est bornée, par inversion de Mellin, on a : 

## Exemples

### Application à la fonction zêta de Hurwitz
La série génératrice des polynômes de Bernoulli {\displaystyle B_{k}(x)\!} est :
{\displaystyle {\frac {z\mathrm {e} ^{xz}}{\mathrm {e} ^{z}-1}}=\sum _{k=0}^{\infty }B_{k}(x){\frac {z^{k}}{k!}}\!}
Utilisant la fonction zêta de Hurwitz {\displaystyle \zeta (s,a)=\sum _{n=0}^{\infty }{\frac {1}{(n+a)^{s}}}\!},  on a 
{\displaystyle \zeta (1-n,a)=-{\frac {B_{n}(a)}{n}}\!} pour {\displaystyle n\geq 1\!}.
Le master theorem permet alors d'obtenir la représentation intégrale : 
{\displaystyle \int _{0}^{\infty }x^{s-1}\left({\frac {\mathrm {e} ^{-ax}}{1-\mathrm {e} ^{-x}}}-{\frac {1}{x}}\right)\,\mathrm {d} x=\Gamma (s)\zeta (s,a)\!}, si {\displaystyle 0<\operatorname {Re} (s)<1\!}.

### Application à la fonction gamma
En utilisant la définition de Weierstrass :
{\displaystyle \Gamma (x)={\frac {\mathrm {e} ^{-\gamma x}}{x}}\prod _{n=1}^{\infty }\left(1+{\frac {x}{n}}\right)^{-1}\mathrm {e} ^{x/n}\!},
équivalente à 
{\displaystyle \ln \Gamma (1+x)=-\gamma x+\sum _{k=2}^{\infty }{\frac {\zeta (k)}{k}}(-x)^{k}\!} (où {\displaystyle \zeta (k)\!} est la fonction zêta de Riemann), le master theorem donne alors :
{\displaystyle \int _{0}^{\infty }x^{s-1}{\frac {\gamma x+\ln \Gamma (1+x)}{x^{2}}}\,\mathrm {d} x={\frac {\pi }{\sin(\pi s)}}{\frac {\zeta (2-s)}{2-s}}\!} (pour {\displaystyle 0<\operatorname {Re} (s)<1\!}).
En particulier, pour {\displaystyle s={\frac {1}{2}}\!} et {\displaystyle s={\frac {3}{4}}\!}, on obtient
{\displaystyle \int _{0}^{\infty }{\frac {\gamma x+\ln \Gamma (1+x)}{x^{5/2}}}\,\mathrm {d} x={\frac {2\pi }{3}}\zeta \left({\frac {3}{2}}\right)}
{\displaystyle \int _{0}^{\infty }{\frac {\gamma x+\ln \Gamma (1+x)}{x^{9/4}}}\,\mathrm {d} x={\sqrt {2}}{\frac {4\pi }{5}}\zeta \left({\frac {5}{4}}\right)},
résultats hors de portée de logiciels de calcul formel tels que Mathematica 7.

## Généralisations
Des versions de ce théorème en dimensions supérieures apparaissent en physique quantique (par le biais de  diagrammes de Feynman).